# Wojnów (województwo mazowieckie)
Wojnów – wieś w Polsce położona w województwie mazowieckim, w powiecie siedleckim, w gminie Mordy. Ma status sołectwa. 
| SIMC    | Nazwa        | Rodzaj    |
| ------- | ------------ | --------- |
| 0684702 | Pod Rogóziec | część wsi |

W latach 1975–1998 miejscowość należała administracyjnie do województwa siedleckiego.
W Wojnowie urodził się polityk, dyplomata i były wiceminister Andrzej Ilczuk.
W miejscowości działa założona w 1953 roku jednostka ochotniczej straży pożarnej. Jednostka jest w posiadaniu lekkiego samochodu gaśniczego GLM 8 Ford Transit z 1997 roku.
Od 2022 roku jednostka otrzymała od OSP Mordy samochód gaśniczy Star 244.
Wierni Kościoła rzymskokatolickiego należą do parafii św. Michała Archanioła w Mordach.